# Protocolo de Lusaka
El protocolo de Lusaka, firmado en Lusaka, Zambia el 31 de octubre de 1994, trató de poner fin a la guerra civil angoleña mediante la integración y el desarme de la UNITA e iniciar la reconciliación nacional. Las dos partes firmaron un alto el fuego como parte del protocolo el 20 de noviembre por el ministro de relaciones exteriores del gobierno de Angola, Venâncio da Silva Moura y el secretario general de la UNITA, Eugenio Manuvakola.

## Negociación
A finales de 1993 la UNITA podía llevar a cabo operaciones en más del 70% de Angola, pero los éxitos militares del gobierno en 1994 obligaron a la UNITA a pedir la paz. En noviembre de ese año, el gobierno había tomado el control del 60% del país. El líder de la UNITA, Jonas Savimbi calificó la situacin como la "crisis más profunda" desde su creación. Savimbi había sido financiado por la CIA y el gobierno del apartheid de la antigua Sudáfrica. Savimbi, que no estaba dispuesto a firmar personalmente el acuerdo, envió al antiguo secretario de la UNITA, el general Eugenio Manuvakola a firmar en su lugar y como respuesta el Presidente José Eduardo dos Santos envió a su canciller Venâncio de Moura representando al MPLA. Según Manuvakola, Savimbi quería que él actuase como cabeza de turco.
El presidente de Zimbabue Robert Mugabe y el presidente de Sudáfrica Nelson Mandela se encontraron en Lusaka el 15 de noviembre de 1994 en un movimento simbólico para impulsar el apoyo al protocol. Tanto Mugabe como Mandela afirmaron que estarían dispoestos a reunirse con Savimbi. Mandela invitó a Savimbi a ir a Sudáfrica, pero no acudió por miedo a ser detenido por crímenes de guerra.

## Los términos del tratado
Según el acuerdo, el gobierno y la UNITA respetarían un alto el fuego y se desmovilizarían. Los 5.500 miembros de la UNITA y sus 180 militantes se unirían a la Policía Nacional de Angola, 1.200 miembros de la UNITA, entre ellos 40 militantes, se unirían a la fuerza de policía de reacción rápida, y los generales de la UNITA se convertirían en oficiales de las Fuerzas Armadas Angoleñas. Los mercenarios extranjeros volverían a sus países de origen y todas las partes dejarían de adquirir armas extranjeras. El acuerdo le dio a la UNITA cargos políticos y un cuartel general. El gobierno acordó el nombramiento de los miembros de la UNITA para dirigir los ministerios de Minas, Comercio, Sanidad y Turismo, además de 7 viceministerios, embajadores, los cargos de gobernador de Uíge, Lunda Sur y Cuando Cubango, vicegobernadores, administradores municipales, administradores adjuntos y administradores de comuna. El gobierno liberaría a todos los presos y concediría una amnistía a todos los militantes que habían participado en la guerra civil.
El acuerdo creó una comisión mixta, formada por funcionarios del gobierno de Angola, la UNITA, y de las Naciones Unidas con observación de los gobiernos de Portugal, los Estados Unidos y Rusia para supervisar su aplicación. Las violaciones de las disposiciones del protocolo serían discutidas y revisadas por la comisión.
Las disposiciones del protocolo, que integraban a la UNITA en el ejército, un alto el fuego, y un gobierno de coalición, fueron similares a las del tratado de Alvor que concedió la independencia a Angola de Portugal en 1975. Muchos de los mismos problemas ambientales, la desconfianza mutua entre la UNITA i el MPLA, la débil supervisión internacional, la importación de armas extranjeras y un émfasis excesivo en el mantenimento del equilibrio de poder, condujeron al colapso del protocolo y a la guerra civil.
Los acuerdos de Bicesse en gran manera castigaban al firmante más débil, mientras que el protocolo de Lusaka garantizaba el control de la UNITA de importantes parcelas de autoridad.

## Implementación
La UNAVEM III y MONUA gastaron $10.500 millones para supervisar la aplicación del protocolo. La ONU no hizo cumplir en gran manera la disposición que prohibía a la UNITA la compra de armas extranjeras y las dos partes continuaron aumentando su arsenal. El Consejo de Seguridad de las Naciones Unidas no  autorizó una fuerza de mantenimento de la paz significativa en el área hasta 1995 y retrasó el despliegue completo hasta finales de 1996. El representante especial de la ONU Blondin Beye describió las violaciones de los derechos humanos como funcionario de la ONU en Human Rights Watch en 1995:

la situación es demasiado sensible para la vigilancia seria de los derechos humanos. Hacer público lo que sabemos podría socavar el proceso de paz y ponernos de nuevo en guerra

En mayo de 1998 Beye cambió de opinión y la ONU comenzó a informar de los abusos. Tres meses después de la firma del tratado por le gobierno, en febrero de 1995, el Jefe de Estado Mayor, el general João de Matos se quejó de que solo se conseguiría la paz cuando el gobierno derrotara militarmente a la UNITA, tildando el protocolo de un "error". En diciembre de 1998, el gobierno y la UNITA estaban de nuevo en estado de guerra. La División de Derechos Humanos de la ONU no publicó ningún informe de enero a julio de 1999 porque los combates impedían investigar. Ignorando el protocolo el gobierno y la UNITA se dedicaron a la matanza indiscriminada de civiles, torturas y otras violaciones de los derechos humanos.
No solo la UNITA no se desmobilizó sino que compró una gran cantidad de armas en 1996 y 1997 de fuentes privadas en Albania y Bulgaria, y de Zaire, Sudáfrica, República del Congo, Zambia, Togo y Burkina Faso. En octubre de 1997, la ONU impuso la prohibición de viajar a los dirigentes de la UNITA, pero la ONU esperó hasta julio de 1998 para limitar la exportación de diamantes de la UNITA y la congelación de sus cuentas bancarias. Mientras que el gobierno de los Estados Unidos donó 250 millones de dólares a la UNITA entre 1986 i 1991, la UNITA ganó 10.720 millones de dólares entre 1994 y 1999 con la exportación de diamantes a Europa, principalmente a través de Zaire. Al mismo tiempo, el gobierno de Angola había recibido grandes cantitades de armas de los gobiernos de Bielorrusia, Brasil, Bulgaria, la República Popular de China y Sudáfrica. Y como ningún cargamento de armas para el gobierno violaba el protocolo, ningún país informó adecuadamente al Registro de la ONU sobre armas convencionales.
En marzo de 1995, militantes de la UNITA abatieron y destruyeron un helicóptero de la UNAVEM III en Quibaxe. Los líderes militares se reunieron el 10 de enero de 1995 y en febrero en Waku-Kungo para asegurarse de que las dos partes continuarían observando el alto el fuego. Savimbi y Dos Santos se reunieron cuatro veces después del abatimiento del helicóptero: en Lusaka el 6 de mayo, en Gabón en agosto, en Bruselas, Bélgica en septiembre, y en marzo de 1996 en Libreville, Gabón. Entre la primera y la segunda reunión Dos Santos ofreció a Savimbi el cargo de vicepresidente, pero Savimbi lo rechazó en agosto de 1996 durante el Tercer Congreso del partido.
La empresa militar privada Executive Outcomes tenía hasta enero de 1996 de 400 a 500 mercenarios en Angola luchando en nombre del gobierno de Angola, violando la provisión de repatriación del protocolo.
Savimbi y Dos Santos hablaron por teléfono en diciembre de 1997 y llegaron a un acuerdo el 9 de enero de 1998 para implementar el protocolo, pero cuando se retomaron los combates se puso fin al proceso de paz.